# إيميكا أوبارا
ايميكا أوبارا (بالإنجليزية: Emeka Opara)‏ هو لاعب كرة قدم نيجيري في مركز الهجوم، ولد في 2 ديسمبر 1984 في ولاية إيمو في نيجيريا. لعب مع النجم الرياضي الساحلي وإينوغو رينجرز وكانو بيلارس ونادي النصر ونادي خزر لنكران ونادي قره باغ ونادي كايزرسلاوترن.

## وصلات خارجية
- إيميكا أوبارا على موقع قاعدة بيانات كرة القدم.إي يو (الإنجليزية)
- إيميكا أوبارا على موقع Soccerway.com (الإنجليزية)